# Lorenzo Calonga
Lorenzo Calonga Arce (1929. augusztus 28. – Arauca, Kolumbia, 2003. szeptember 20.) paraguayi labdarúgócsatár, fedezet, edző.

## Pályafutása
A Cerro Porteño, az Olimpia, majd 1947–1950 között a Club Guaraní, 1951–1953 között a kolumbiai Deportivo Pereira, 1954–1957 között az Independiente Medellín, 1958-ban a mexikói Irapuato labdarúgója volt. A mexikói León együttesében fejezte be az aktív játékot.
1950-ben egy alkalommal szerepelt a paraguayi válogatottban és egy gólt szerzett. A csapat tagjaként részt vett az 1950-es brazíliai világbajnokságon.